# 松島 (長崎県)
松島（まつしま）は、長崎県の西彼杵半島の西1km沖の五島灘に浮かぶ島である。全域が長崎県西海市に属する。
江戸期から昭和中期までは捕鯨と炭鉱で栄えた歴史を持つ。1981年（昭和56年）に電源開発松島火力発電所が操業を開始した。

## 地理
西彼杵半島中央部の西、大瀬戸町の瀬戸港の目の前にある。周辺地域からも、森林に覆われた小高い松島が西彼杵半島のすぐ近くにあるのが望める。瀬戸港との間は幅1kmほどの松島水道で隔てられ、3km南には池島（長崎市）がある。また、島の周囲には小さな無人島や岩礁が多い。
島の大きさは約3km四方で、北側に小さな入り江が多いが、島の輪郭は円形に近い。最高峰は島の中央部にある遠見山（標高217m）である。「松島」の名は、マツ林に覆われ人家もないという往時の景観に因む。

### 概要

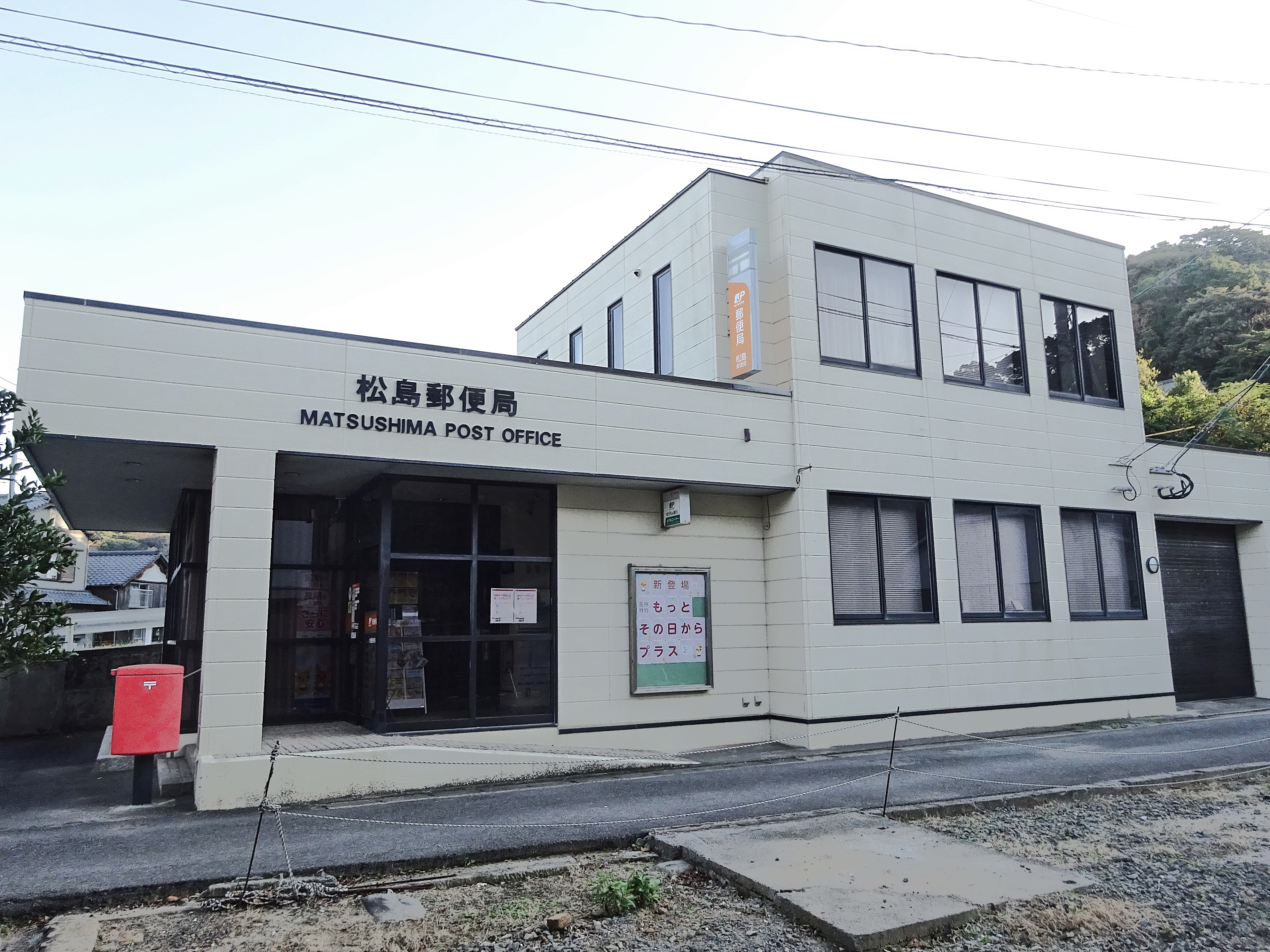
松島郵便局

島の人口は約800人で、島の北側に釜浦・西泊、南側に外平・太田などの集落がある。北側に電源開発松島火力発電所・フェリー発着所・市役所出張所・診療所・小学校などが集中する。長崎県道199号松島循環線が島の海岸沿いを一周して各集落を繋ぐ。
吉原港・釜浦港から対岸の瀬戸港へ江崎海陸運送・西海沿岸商船・西海市営交通船の航路がある。さらに釜浦港からは、便数が少ないものの池島・神浦港（長崎市神浦）や大島・面高港（西海市西海町）・佐世保港への航路もある。島への架橋はされていないが、松島火力発電所からの大型の電線路が架設されている。
島にはかつて、松島小学校と松島中学校があったが、小学校は2013年（平成25年）に大瀬戸小学校に、中学校は1975年（昭和50年）に大瀬戸中学校に統合された。生徒は船で大瀬戸小学校、大瀬戸中学校へ通学している。

## 歴史
慶長の頃、釜浦の五平太という漁師が、松島北西の無人島であるビン島（瓶ノ島）で嵐を避け暖をとっていた所、焚き火が黒い石に燃え移った。この「燃える石」は程なく松島でも発見された。これが松島における石炭の発見と伝えられる。
江戸期には大村藩領で、遠見山には名の通り長崎港に出入りする異国船を監視する番所が置かれた。
1632年（寛永9年）、細川忠利が小倉から熊本への国替えとなり異動していた途次に、水夫が松島を発見し釜浦に移住した。1695年（元禄8年）には深沢与五郎が平島から来島し、西泊を捕鯨基地とした。以後西泊は松島水道を往来するクジラを漁獲する基地として栄えていた。深沢与五郎の墓は今も西泊に残る。
1781年（天明元年）、島の北西部の串島（現在は発電所敷地内）で石炭採掘が開始された。1813年（文化10年）にはビン島でも採炭が行われた記録がある。1913年（大正2年）に松島炭鉱株式会社（現・三井松島産業）が設立されてから昭和初期まで、島の石炭産業が最盛期を迎えた。この時期の島の人口は13,000人に達した。
しかし、松島炭鉱では1929年（昭和4年）に第三坑、1934年（昭和9年）に第四坑で大規模出水。鉱区が海底下にあったこともあり、それぞれ42人、54人が一瞬のうちに死亡した。これら水没した主力鉱の排水は不可能であり、炭鉱は閉山となった。小規模な採炭は以後も続けられたが、それも1963年（昭和38年）に終わった。今も三井松島産業株式会社と関連会社のいくつかに炭鉱の島「松島」の名が残っている。

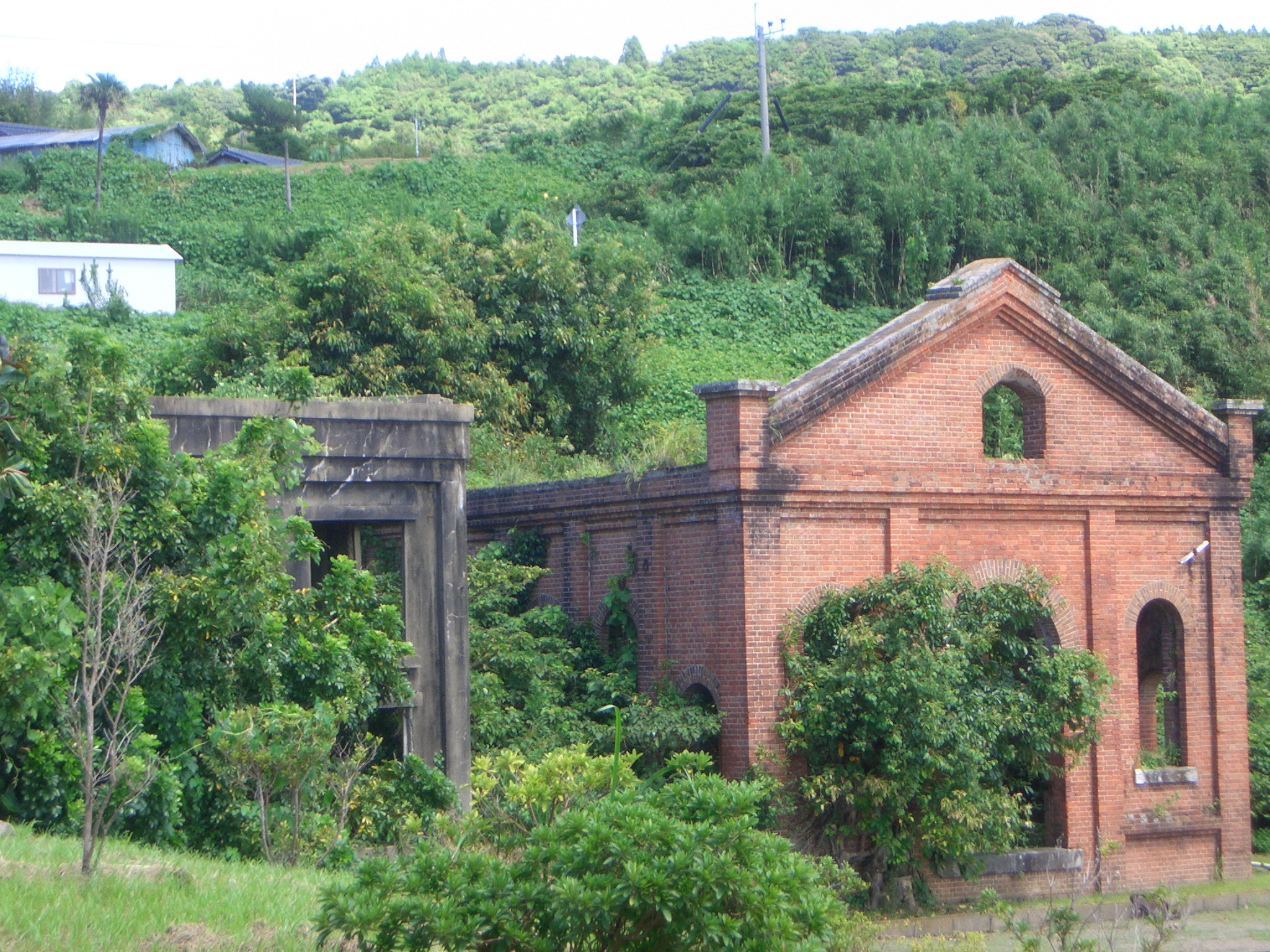
旧四坑跡（変電施設跡）。ここで出水事故が発生した。

捕鯨・炭鉱が振るわなくなった後、島に大きな産業は興らず、人口の流出が進んだ。その折りにオイルショックが起こり、エネルギー資源多様化政策が推進される中で、1981年（昭和56年）に電源開発松島火力発電所が操業を開始し、日本で初めて輸入石炭も使用した火力発電が行われるようになった。
市町村は1889年（明治22年）の町村制の施行により島全域で西彼杵郡松島村が発足する。その後は1955年（昭和30年）に対岸の雪浦村・瀬戸町・多以良村との合併で大瀬戸町の区域の一部、さらに2005年（平成17年）の市町村合併で西海市の区域の一部となった。

## 名所

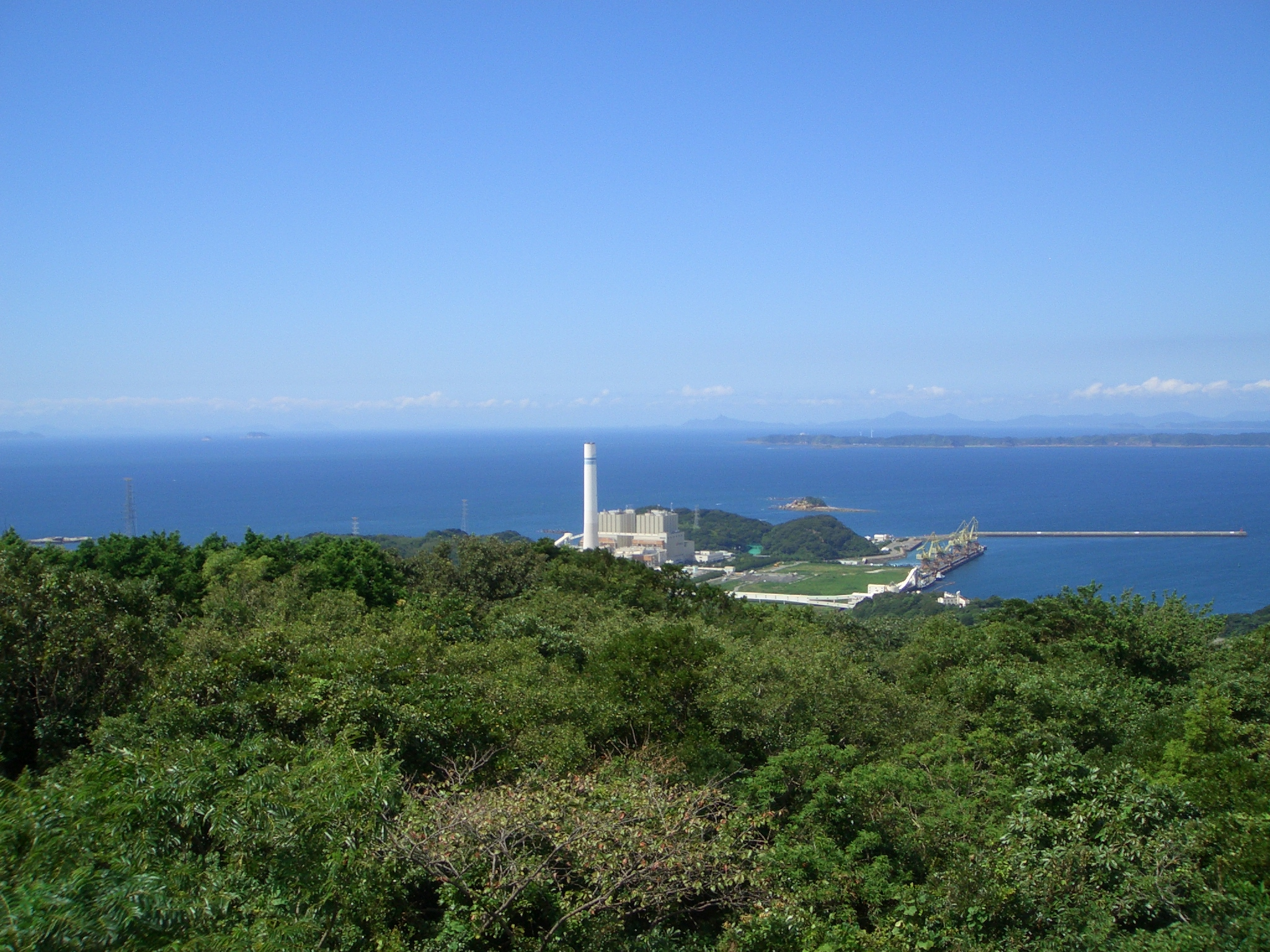
遠見岳より松島火力発電所を展望。

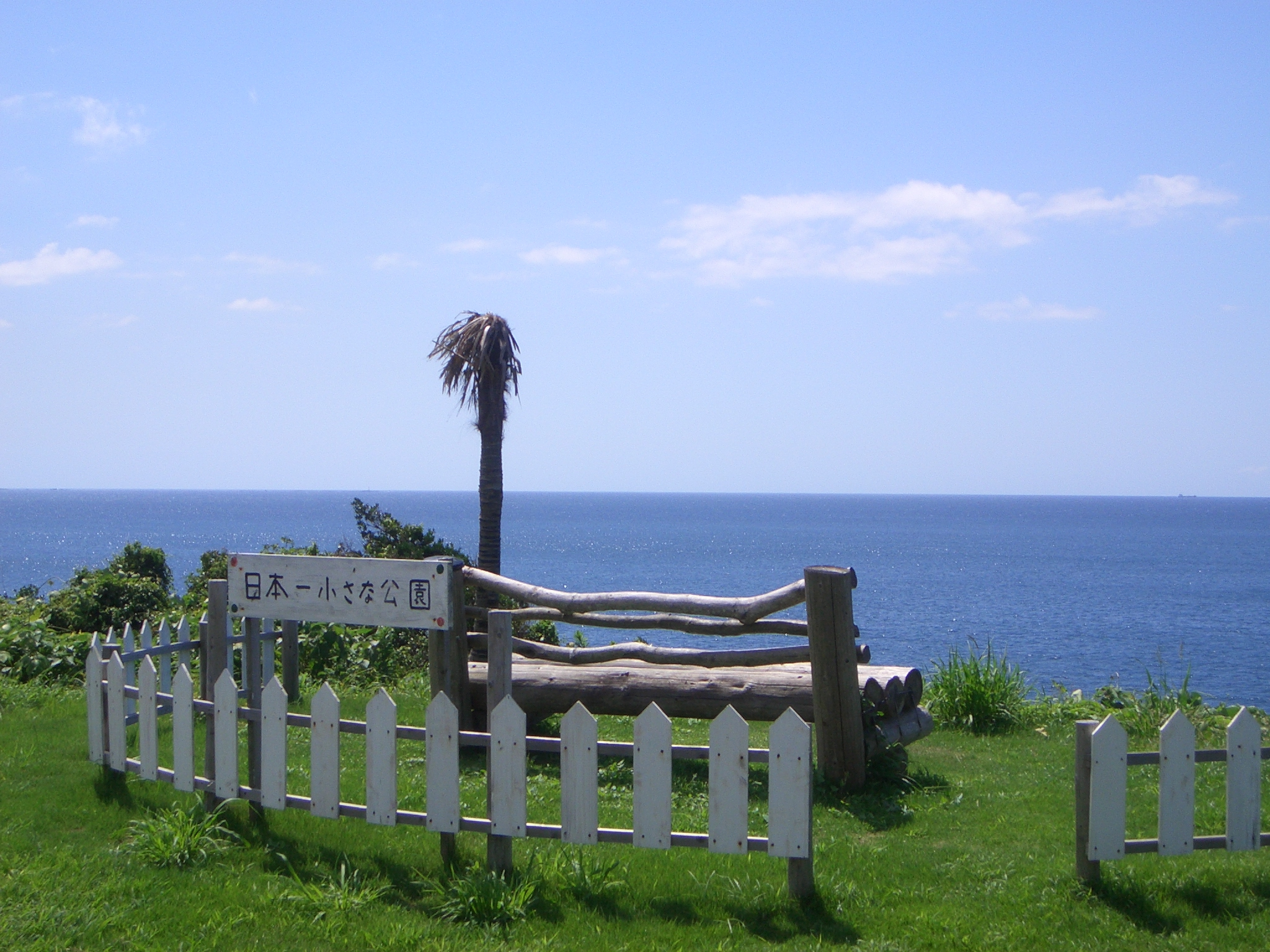
日本一小さな公園

- 電源開発松島火力発電所

- 日本一小さな公園

- らくだ島
- 桜坂
- 炭鉱跡
- 外平海水浴場
- 遠見岳
- 松山のアコウ

## ギャラリー
- 釜ノ浦港ターミナル（松島）
- 松島港（西海市）待合所
- 松島港（西海市）
- 松島で運行される西海市のコミュニティバス